# Soledad Casilda Hernáez Vargas
Soledad Casilda Hernáez Vargas, més coneguda com a Casilda o Kasilda Hernáez o la Miliciana (Zizurkil, Guipúscoa, 9 d'abril de 1914 - Donibane Lohizune, Iparralde, 31 d'agost de 1992), fou una militant anarquista, sindicalista i feminista basca, combatent durant la Guerra Civil espanyola i més tard membre de la Resistència francesa. Parella del també anarquista i milicià Félix Likiniano, va esdevenir un exemple del paper de la dona durant la guerra i un referent a l'exili de l'oposició antifranquista basca.

## Biografia
Va néixer a la «casa cuna» Fraisoro de Zizurkil, filla de mare soltera i de pare desconegut. La seva àvia era d'ètnia gitana i els seus oncles anarquistes van influir en la seva precoç iniciació llibertària. Va créixer al barri donostiarra d'Egia i va aprendre a llegir i a escriure a l'escola pública d'Atotxa.
A partir de 1931 va militar a la Federació Ibèrica de Joventuts Llibertàries i freqüentar els ateneus llibertaris, que van ser per a ella com una segona escola, i va ser detinguda breument per cridar a la vaga en una empresa en què la plantilla es componia només de dones. Partidària de la filosofia naturista, causà escàndol per la pràctica del nudisme a la platja de Zurriola. La seva intensa participació a la vaga revolucionària d'octubre de 1934 va comportar-li la detenció i la condemna per part d'un tribunal de guerra a nou anys de presó per repartir propaganda i vint més per possessió d'explosius. Va ser tancada al fort de Nuestra Señora de Guadalupe d'Hondarribia i posteriorment traslladada a la presó de Las Ventas de Madrid. Va ser alliberada dos anys després arran de la victòria del Front Popular el febrer de 1936, i en sortir de la presó va conèixer Félix Likiniano, que seria el seu company de tota la vida. En aquella època també va entrar en relació amb l'organització anarcofeminista Mujeres Libres.
Amb l'esclat de la Guerra Civil espanyola el juliol de 1936 es va allistar a les milícies, participant en la defensa de Sant Sebastià i la batalla d'Irun, i posteriorment també als fronts de l'Aragó i de Catalunya amb la Columna Hilario-Zamora, arribant al rang de tinent. A Barcelona va encapçalar un taller confederal de confecció i poc després es va reintegrar a la 153a Brigada Mixta de l'Exèrcit Popular de la República, amb qui va combatre a la batalla de l'Ebre (1938). Després de la caiguda de Catalunya va exiliar-se a França conjuntament amb Likiniano i va estar tancada als camps de concentració francesos d'Argelers i Gurs (Bearn) fins l'estiu de 1940. Un cop alliberats va estar un temps a An Oriant (Bretanya) i finalment es van instal·lar a Bordeus, on la seva residència va funcionar com a centre de la resistència contra el franquisme i l'ocupació nazi, essent coneguda com el «Consulat Basc».
Anys més tard, ja a Biarritz i després del debilitament del moviment anarquista, la parella va simpatitzar i solidaritzar-se amb la incipient esquerra abertzale i amb l'organització armada basca Euskadi Ta Askatasuna (ETA), acollint a casa seva diversos militants i exiliats del grup. Tanmateix, llur relació de parella va refredar-se i Casilda va patir una profunda depressió.
Va morir de càncer a Donibane Lohitzune el 31 d'agost de 1992 i està enterrada juntament amb Félix Likiniano al cementiri de Biarritz, amb una làpida en què –a iniciativa de la seva amiga Begoña Gorospe– s'hi pot llegir la inscripció en èuscar «Andra! Zu zera bukatzen ez den sua!» («Dona! Tu ets el foc que no s'apaga!»).